# Aria (biljni rod)
Aria je biljni rod u porodici ružovki. Postoje 52 priznate vrste, bez dvije hibridne raširenih po Europi i Srednjoj i jugozapadnoj Aziji. Godine 2024. otkrivena je nova vrsta, Aria wyensis, endem u Wye Valleyu na granici Walesa i Engleske.
Tipična vrsta je Aria edulis. Rod je opisan u Flora Austriaca 2: 7–8. 1831.

## Vrste
1. Aria arvonicola (P.D.Sell) Sennikov & Kurtto
2. Aria avonensis (T.C.G.Rich) Sennikov & Kurtto
3. Aria baldaccii (C.K.Schneid.) Sennikov & Kurtto
4. Aria busambarensis (G.Castellano, P.Marino, Raimondo & Spadaro) Sennikov & Kurtto
5. Aria cambrensis (M.Proctor) Sennikov & Kurtto
6. Aria cheddarensis (L.Houston & Ashley Robertson) Sennikov & Kurtto
7. Aria collina (M.Lepí, P.Lepí & N.Mey.) Sennikov & Kurtto
8. Aria cucullifera (M.Lepí & P.Lepí) Sennikov & Kurtto
9. Aria danubialis (Jáv.) Sennikov & Kurtto
10. Aria dubronensis (N.Mey., Feulner & T.C.G.Rich) S. Hammel
11. Aria edulis (Willd.) M.Roem.
12. Aria eminens (E.F.Warb.) Sennikov & Kurtto
13. Aria eminentiformis (T.C.G.Rich) Sennikov & Kurtto
14. Aria eminentoides (L.Houston) Sennikov & Kurtto
15. Aria evansii (T.C.G.Rich) Sennikov & Kurtto
16. Aria graeca (Lodd. ex Spach) M.Roem.
17. Aria greenii (T.C.G.Rich) Sennikov & Kurtto
18. Aria herefordensis (D.Green) Sennikov & Kurtto
19. Aria hibernica (E.F.Warb.) Sennikov & Kurtto
20. Aria hungarica (Bornm.) Sennikov & Kurtto
21. Aria javorkana (Somlyay, Sennikov & Vojtkó) Sennikov & Kurtto
22. Aria keszthelyensis (Somlyay & Sennikov) Sennikov & Kurtto
23. Aria lancastriensis (E.F.Warb.) Sennikov & Kurtto
24. Aria leighensis (T.C.G.Rich) Sennikov & Kurtto
25. Aria madoniensis (Raimondo, G.Castellano, Bazan & Schicchi) Sennikov & Kurtto
26. Aria margaretae (M.Proctor) Sennikov & Kurtto
27. Aria moravica (M.Lepí & P.Lepí) Sennikov & Kurtto
28. Aria obtusifolia (Ser.) Sennikov & Kurtto
29. Aria pannonica (Kárpáti) Sennikov & Kurtto
30. Aria parviloba (T.C.G.Rich) Sennikov & Kurtto
31. Aria petraea (Velebil, M.Lepsí & P.Lepsí) comb.ined.
32. Aria phitosiana Raimondo & Greuter
33. Aria pontis-satanae (M.Lepí & P.Lepí) Sennikov & Kurtto
34. Aria porrigentiformis (E.F.Warb.) Sennikov & Kurtto
35. Aria richii (L.Houston) Sennikov & Kurtto
36. Aria rupicola (Syme) Mezhenskyj
37. Aria rupicoloides (L.Houston & T.G.C.Rich) Sennikov & Kurtto
38. Aria saxicola (T.C.G.Rich) Sennikov & Kurtto
39. Aria spectans (L.Houston) Sennikov & Kurtto
40. Aria stankovii (Juz.) Sennikov & Kurtto
41. Aria stenophylla (M.Proctor) Sennikov & Kurtto
42. Aria stirtoniana (T.C.G.Rich) Sennikov & Kurtto
43. Aria subdanubialis (Soó) Sennikov & Kurtto
44. Aria taurica (Zinserl.) Sennikov & Kurtto
45. Aria tergestina (H.Lindb.) Sennikov & Kurtto
46. Aria thaiszii (Soó) Sennikov & Kurtto
47. Aria thayensis (M.Lepí & P.Lepí) Sennikov & Kurtto
48. Aria ujhelyii (Somlyay & Sennikov) Sennikov & Kurtto
49. Aria ulmifolia (Kárpáti) Sennikov & Kurtto
50. Aria umbellata (Desf.) Sennikov & Kurtto
51. Aria vajdae (Boros) Sennikov & Kurtto
52. Aria vexans (E.F.Warb.) Sennikov & Kurtto
53. Aria whiteana (T.C.G.Rich & L.Houston) Sennikov & Kurtto
54. Aria wilmottiana (E.F.Warb.) Sennikov & Kurtto
55. Aria wyensis D.Green
56. Aria zolyomii (Soó) Sennikov & Kurtto
57. Aria ×leptophylla (E.F.Warb.) Sennikov & Kurtto
58. Aria ×robertsonii (T.C.G.Rich) Sennikov & Kurtto

## Sinonimi
- Pyrus sect. Aria (Pers.) DC.
- Sorbus subg. Aria Pers., bazionim